# Петріслав (володар Дуклі)
Петріслав (чорн. Петрислав; *д/н — †бл.1000) — перший відомий в історії володар Дуклі.

## Життєпис
Про його походження замало відомостей. Відомо, що був сином Хвелімира, князя Травун'ї. Петріслав відзначився на службі Візантійської імперії. Водночас візантійці намагалися знайти підтримку в дуклянських князів як протистояння Болгарському царству.
Близько 971 року Петріслава було призначено архонтом (намісником) стародавнього міста Діоклеї, який слов'яни іменували на свій лад Дуклею. Поступово Петріслав посилив свій вплив на навколишні території. Скориставшись значними труднощами візантійських імператорів у 980-х роках Петріслав став фактично самостійним правителем. Разом з тим продовжував визнавати зверхність Константинополя. Після смерті свого брата Мірослава приєднав його володіння — князівство Подгорію.
Стосовно дати смерті немає певності: це відбулося між 990 та 1000 роками. Владу успадкував його син Йован Володимир.